# Anthony Matthews
Anthony Matthews (Bluefields, 10 de mayo de 1950) es un cantante y compositor afronicaragüense. Vocalista de la agrupación caribeña Dimensión Costeña y conocido por interpretar músicas alusivas al palo de mayo

## Reseña biográfica
Anthony nació el 10 de mayo de 1950 en el barrio Old Bank, de su ciudad natal Bluefields, ubicado en la Región Autónoma Costa Caribe Sur de Nicaragua. Hijo de Heydi Wilson y Harry Matthews.
Antes de desempeñarse en el mundo de la música, Anthony fue locutor de radio y a los 18 años ya formaba parte de conjuntos musicales. Empezó en el Instituto Nacional Cristóbal Colón de Bluefields, donde con la ayuda de Joaquín Zepeda formó el conjunto musical electrónica The Hiber.
Matthews tiene 19 discos de larga duración en acetato y 13 discos compactos. También es miembro fundador de Dimensión Costeña.